# کنسول‌های فرانسه
کُنسول‌های فرانسه نام یکی از دولت‌های قدیمی فرانسه است.
کنسول‌های فرانسه دولتی است که در مدت واژگونی دیرکتوار تا کودتایی که به پدید آمدن امپراتوری ناپلئون انجامید در کشور فرانسه بر سر کار بودند (۱۷۹۹–۱۸۰۴).
در این دوره ناپلئون بناپارت به عنوان کنسول نخست فرانسه قدرتش را به این کشور گسترش داد، ولی هنوز خود را امپراتور نخوانده بود.

## سرنگونی دیرکتوار
شکستهای نظامی فرانسه در سالهای ۱۷۹۸ و ۱۷۹۹، به نابودی دیرکتوار انجامید. فروپاشی سیاسی دیرکتوار از ۱۸ ژوئن ۱۷۹۹ آغاز شد، زمانی که امانوئل جوزف سییس با یاری پل بارا توانست دیگر دیرکتور (فَرنِشین)ها را کنار بزند. با گزینش ژان باپتیست تریلار -که پشتیبانی لوئی ژروم گوئیه را دارا بود - بر هرج و مرج افزوده شد. در همین روزها فیلیپ آنتوان مرلن و لوئی ماری دو لارویر استعفا دادند، مولن و دوکو جایگزین آنان شدند. سه فرنشین تازه در نهادی جای گرفتند که دیگر وجود نداشت.
در همین هنگام هواخواهان پادشاهی در جنوب به پا خواستند، همچنین دردسرهای شوکان در نورماندی و خیزشهای دیگر برای دولت شکست شمرده می‌شد. دلجویی از مردم، پاسداری از مرزها و برخورد با خرابکاران نیازا بود. دیرکتوار تازه‌پا بر این باور بود که قانون نیازمند بازنگری و یک شمشیر است. منظور از شمشیر کسی بود که بتواند این قانون را بازگرداند. ژان ویکتور مورو این شمشیر را یافت، او بارتلمی کاترین ژوبر بود، ولی پس از اینکه او در جنگی در ۱۵ اوت ۱۷۹۹ کشته شد نگاه به سوی ناپلئون بناپارت چرخید.
سرانجام در پی کودتای ۹ نوامبر ۱۷۹۹ پارلمان و ارتش هر دو به چنگ یک تن افتاد که او همان ناپلئون بود. ملت فرانسه پس از سالها جنگ و انقلاب خسته و فرسوده شده بودند، از سوی دیگر نیاز به کسی را که پاسدار آزادی و برابری باشد را حس می‌نمودند، نتیجه این شد که پایداری اندکی در برابر ناپلئون به کار بستند. روز پس از این کودتا بازمانده‌های نظام پیشین را نیز زدودند و کودتای ناپلئون را قانونی و مشروع خواندند. از این پس تاریخ فرانسه و بخش پهناوری از اروپا به دست یک تن ورق می‌خورد.

## دولت تازه
در آغاز کودتا پیروزی سییس دانسته می‌شد، ولی در آینده همگان آن را پیروزی ناپلئون دانستند. سییس تز تازه‌ای برای گرداندن سامانه جمهوری در کشور داشت که از همان آغاز برای پایه‌ریزی این سیستم تازه کوشید. زیرکی ناپلئون سبب شد تا او نقشه پیر کلود فرانسوا دونو را بر ضد سیه و در راستای جاه طلبیهای خویش به کار بندد.
دولت تازه از سه نماینده پارلمان تشکیل شده بود. اینان از میان چهره‌های برجسته برگزیده می‌شدند و ده سال می‌بایست گرداندن دولت را بر گرده گیرند. در این سامانه تازه به رای مردم چندان توجهی نمی‌شد.
ناپلئون با دیدگاه سییس که خواستار یک فرد بالاتر برای گردانندگی کشور بود مخالفت کرد. ناپلئون توانست جایگاه کنسولها را تقویت کند؛ ولی او هنوز برابری در این پیمان سه‌گانه را نمی‌توانست بپذیرد. با گذشت زمان ناپلئون جایگاه دو کنسول دیگر؛ ژان ژاک رژی دو کامباسره و شارل فرانسوا لبرون؛ را سست نمود و ایشان تنها به زیردستان خویش بدل ساخت.
با افزایش قدرت ناپلئون دیگر می‌توانست قانون آریستوکرات زمان را به دیکتاتوری تبدیل کند.
در ۷ فوریه ۱۸۰۰ همه‌پرسی انجام شده ناپلئون را به کنسول نخست و رئیس قوه مجریه کشور رساند و به او نیرویی بیش از دو کنسول دیگر بخشید. رای به دست آمده برای او ۹۹/۹٪ بود که البته تقلب آشکار در آن انجام گرفته بود؛ ولی خوب این آمار رای به دست آمده مردم را دلگرم ساخته و ناپلئون را به عنوان یک چهره مردمی بازشناسانده بود. او توانست پایه‌های قدرتش را استوار سازد. همچنین او سخن از دادگری و میانه‌روی به زبان می‌آورد. او این باور را در مغز مردم تزریق کرد که فرانسه اکنون یک دولتمرد راستین دارد.

## فرانسه زیر چیرگی کنسولی ناپلئون

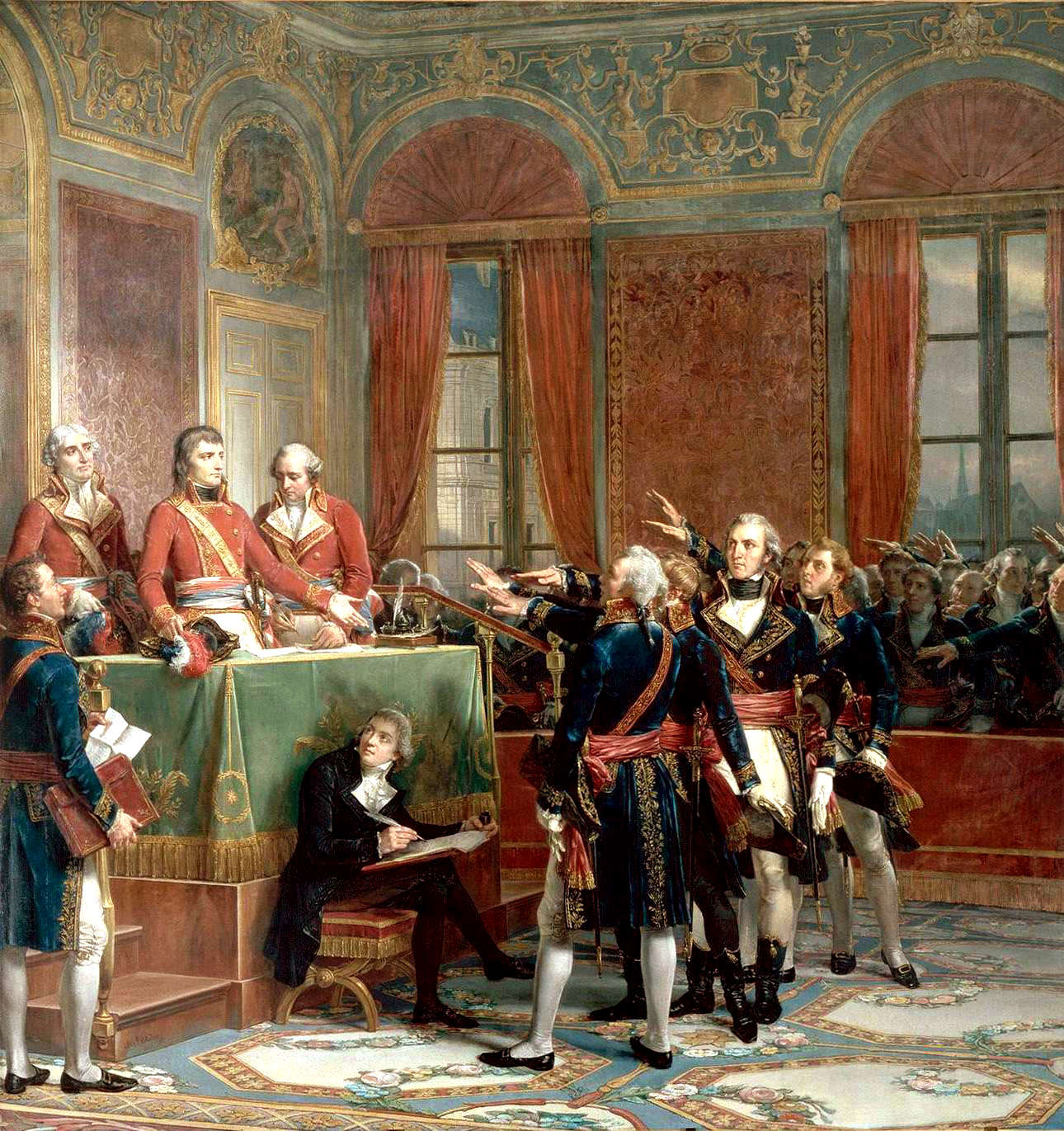
سه کنسول ژان ژک رژیز دو کام‌بسرهه ، ناپلئون بناپارت و شارل-فرانسوا لوبرن

اکنون ناپلئون می‌خواست از شر سیه و جمهوریخواهان رقیب گرداگردش به ویژه مورو و مسنا آسوده گردد. پیروزیهای او بر محبوبیت عامه و در نتیجه بر جاه جویی‌اش افزود. در ۲۴ دسامبر ۱۸۰۰ او مخالفانش را به گینه فرانسه تبعید کرد و بر قدرت سنا افزود. در فوریه ۱۸۰۱ فرانسه با اتریش پیمان آشتی امضا کرد و اروپا آرام شد. این زمان فرصتی را برای ناپلئون فراهم آورد تا با تنظیم یک نظامنامه شهروندی مخالفانش را محدود کند. توافقنامه‌ای که در ۱۸۰۱ با کلیسا بسته شد و همچنین ناتوان کردن هواخواهان پادشاهی در روان عامه دید خوبی را نسبت به ناپلئون به جا گذارد؛ ولی راستش او با تابع نمودن کلیسا به درآمدزایی پرداخته بود.
در ۲۵ مارس ۱۸۰۲ فرانسه و همپیمانانش اسپانیا و جمهوری باتاوی؛ با انگلستان پیمان صلح بستند. این صلح نه تنها از هزینه‌ها کاست بلکه بسیاری از این هزینه‌ها را بازگرداند و از ناپلئون در دید مردم یک آشتی‌بَخش آفرید. در اوت ۱۸۰۲ همه‌پرسی دیگری ناپلئون را به کنسول نخست تا پایان زندگی بدل ساخت. رای‌های این همه‌پرسی، که به سود او به صندوق ریخته شد، را ۹۹٪ اعلام کردند.
رژیم تک نفره او برداشتی از نظامهای کهن فرانسه بود. او شیوه‌های بوروکرات را به راه انداخت و نظامهای قضایی، اقتصادی، بانکی و تحصیلی سودمندی را پایه‌ریزی نمود تا به یاریش برخیزند و نیروی کار مورد نیاز او را فراهم سازند. او سازمانهایی دارای وجدان کاری را پی‌ریخت. با اصلاحات او فرانسه به آسودگی و رفاه شایسته‌ای رسید. برای نمونه پاریس که گرسنگی و نداری بسیاری را کشیده بود و از آتش و نور محروم بود به فراوانی و ارزانی رسید. با راه افتادن بازرگانی دستمزدها نیز افزایش یافته بود. شکوه و عیش و نوش به اوج خود رسید و ژوزفین، مادام تالین و ژولیت رکامیه نمادهای آن شدند.
با این همه جمهوریخواهان و نظامیان ناپلئون را چون پادشاهی ستمگر می‌نگریستند. آنها به نیروی فشار پلیسی رژیم تازه خرده می‌گرفتند؛ ولی دیگر ناتوان شده بودند. سنا به ابتذال کشیده شده و مطبوعات خاموش بودند. برای پیشبرد ماشین چیرگی بر کشور نشانهای لژیون دونور و کونکوردا پدید آمد. گرفتن مالیاتهای نامتعارف خیانت به انقلاب شمرده می‌شد. ناپلئون با کنار گذاشتن منتقدانی چون بنژامن کنستان و مادام دو استائل اختلاف دیدگاه‌ها را در دولت سرکوب نمود. او با لشکرکشی به سن دومینگو شمار انقلابیون را صفر رساند و با پافشاری بر جنگ روحیه رهبران سپاهی را ویران ساخت و آنها را پراکنده نمود چه که آنان نسبت به همرزم پیشینشان بناپارت رشک داشتند. بیشترین چالش ناپلئون با مورو بود که سرانجام به تبعید مورو و پیروزی ناپلئون انجامید.
ناپلئون اکنون رؤیای نشستن به جای لوئی شانزدهم را داشت.

## پایان جمهوری
در ۱۸ مه ۱۸۰۴ سنا به ناپلئون لقب امپراتور را داد. این رویداد به همراه یک همه‌پرسی دیگر در همین روز بود. ناپلئون در همین سال به عنوان ناپلئون یکم تاجگذاری نمود و رژیم کنسولی فرانسه به پایان رسید.